# Дольникова, Теона Валентиновна
Тео́на Валенти́новна До́льникова (род. 24 августа 1984, Москва) — российская актриса и певица.

## Биография

### Ранние годы
Родилась в Москве в семье с русскими, греческими, украинскими и грузинскими корнями.
С детства занималась вокалом и хореографией. Окончила экспериментальную гимназию с углубленным изучением французского языка и музыкальную школу имени Гнесиных по классу фортепиано и скрипки.

### Карьера
После мюзиклов «Метро», «Нотр Дам» и «Воины Духа» она приглашена в музыкальный спектакль «Viva, Parfum» в театре «У Никитских ворот».
В 2002—2003 годах была вокалисткой ню-метал-группы «Слот». При ней группа приняла участие в саундтреке блокбастера «Бумер», куда попали 2 песни — «Клон» и «Только бы прикалывало» (последняя с вокалом Ульяны IF). В 2003—2004 гг. сыграла роль цыганки Рады в телесериале «Бедная Настя».
Записала саундтрек к телесериалу «Обречённая стать звездой» (Россия, 2005—2007), именно её голосом пела главная героиня Женя Азарина. Также исполняла песни к фильмам: «Четвёртое желание», «C днём рождения, Лола», «Казус Кукоцкого», «Хиромант». В 2007 году озвучила Покахонтас в одноимённом диснеевском мультфильме.
За роль в мюзикле «Метро» была номинирована на получение Государственной премии Российской Федерации. Она стала первой русской исполнительницей, получившей Гран-при на десятом международном фестивале «Славянский базар» 2001 года. В 2002 году юная студентка ГИТИСа стала лауреатом молодёжной премии «Триумф», а в 2003 году получила главную театральную премию «Золотая Маска» в номинации «Лучшая женская роль» за роль Эсмеральды в мюзикле «Нотр-Дам де Пари». В 2008 году снялась в телесериале «Цыганочка с выходом».
В 2003—2005 годах вместе со своей сестрой Кетеван приняла участие в записи альбома Жанны Фриске «Жанна» — они были бэк-вокалистками.
С 2009 года обучается актёрскому мастерству в Lee Strasberg Theatre and Film Institute в Лос-Анджелесе.
В 2011 году вернулась в Россию по приглашению создателей Театра мюзикла для того, чтобы сыграть главную роль в спектакле «Времена не выбирают». С 10 апреля 2012 года находится в Москве по приглашению группы «Слот» для выступления на юбилейном концерте.
В 2012—2016 годах играла главную женскую роль (Елизавета) в мюзикле «Граф Орлов» в Московском Театре Оперетты. Эту же роль она играла с 2021 года.
С декабря 2013 года исполняла роль Полы Негри в одноимённом 3D-мюзикле.
В 2014 году принимает участие во втором сезоне шоу «Один в один!» на телеканале Россия-1, где примерила образы Ёлки, Бейонсе, Тамары Гвердцители, Ирины Аллегровой, Полины Гагариной, Ромы Зверя, Ольги Кормухиной, Майи Кристалинской, Леди Гаги, Лорин, Эми Уайнхаус, Игоря Корнелюка, Людмилы Зыкиной, Нюши и Мэрилин Монро.
В 2015 году играет Джульетту в 3D-мюзикле «Джульетта и Ромео». Играет Сонечку Мармеладову в рок-опере «Преступление и наказание». С 2016 года исполняла роль Кити Щербацкой в новом мюзикле театра Оперетты «Анна Каренина».
После начала российского вторжения на Украину эмигрировала в Грузию. На сцене тбилисского театра Komli участвовала в постановке «Stalin 24» по пьесе Артура Соломонова «Как мы хоронили Иосифа Виссарионовича».
В 2024 году на некоторое время вернулась в Россию, однако от некоторых лиц поступили требования отменить в театрах спектакли с Дольниковой.
В 2025 году стала участницей французского проекта «Голос».

### Личная жизнь
Состояла в отношениях с актером Никитой Быченковым (2012—2014). Официально замужем за американцем Джошем.
В паре с актёром Максимом Щёголевым (род. 1982). 16 января 2017 года у пары родился сын Лука.

## Работы

### Театр
- Мюзикл «Метро» (Аня, главная роль) — Театр Оперетты (1999)
- Мюзикл «Нотр-Дам де Пари» (Эсмеральда, главная роль) — Театр Оперетты (2002—2004)
- Мюзикл «Воины духа» (главная женская роль) — СК Олимпийский (2004)
- Мюзикл «Viva, парфюм» (Лаура) — Театр У Никитских ворот (2007)
- Мюзикл «Пророк» (2008)
- Мюзикл «Мата Хари» (главная роль) (2009)
- Мюзикл «Времена не выбирают» (Дженнифер, главная роль) (с 2012)
- «Bury the Dead» (Марта) — реж. Sara Widzer (Лос-Анджелес, 2010)
- «На дне / The Lower Depth» (Анна) — реж. Hedy Sontag (Лос-Анджелес, Lee Strasberg Group Theater, 2011)
- Мюзикл «Граф Орлов» (Елизавета Тараканова, главная роль) — Театр Оперетты (2012—2016, с 2021)
- 3D-мюзикл «Пола Негри» (Пола Негри, главная роль) — ДК им. Ленсовета, Санкт-Петербург (с 2013), Театр Российской Армии, Москва (с 2014).
- Мюзикл «Ромео и Джульетта» (Джульетта Капулетти, главная роль)
- Рок-опера «Преступление и наказание» (Соня Мармеладова, главная роль) — Московский театр мюзикла
- Рок-опера «КарамазоВы» (Грушенька, главная роль) (с 2018)[11]
- Мюзикл «Мастер и Маргарита» (Маргарита Николаевна, главная роль)[12] — ЛДМ, Санкт-Петербург (с 2019)

### Фильмография
Роли в кино
- 2003—2004 — Бедная Настя — Рада
- 2006 — Кто в доме хозяин? — Анна (второстепенная роль в одной из серий)
- 2006 — Средневековье заказывали? (37-я серия)
- 2006—2009 — Клуб — камео
- 2008 — Цыганочка с выходом — Сандра
- 2010 — Меч без имени (Россия, Чехия, не был завершён) — Вероника
- 2011 — Страйкер (США) — бармен
- 2013 — Ритм Канзас-Сити (США) — Демона
- 2014 — Поиски улик — Ирина Ситко (5-я серия)
- 2014 — Тайный город — Людочка
- 2014 — Тайный город 2 — Людочка
- 2014 — Последний янычар — Зулейка
- 2015 — Убежать, догнать, влюбиться — Фатима
- 2018 — Звезда на грани (США)
- 2019 — Джон Уик 3 (США)
- 2021 — Призвание — Манана
- 2021 — Ресторан по понятиям
- 2022 — Чикатило. Финальный сезон — коллега Аллы
- 2022 — Сны — Наталья Лужина
- 2023 — Марта

Дубляж
- 2007 — Покахонтас (1995) — Покахонтас[13]
- 2012 — Покахонтас 2: Путешествие в Новый Мир (1998) — Покахонтас
- 2018 — Ральф против интернета — Покахонтас[14]

Композитор
- 2012 — Меня зовут «А» (США)

Исполнение песен
- 2005 — Казус Кукоцкого — саундтрек
- 2005—2007 — Обречённая стать звездой — Женя Азарина (роль Анны Снаткиной)
- 1995 — Покахонтас
- 1998 — Покахонтас 2: Путешествие в Новый Мир

### Дискография
Слот
- Альбом — slot 1
- День закрытых дверей
- Одни
- 7 звонков
- Предательская
- x-stream
- Одни и вместе
- Капли
- Люди во сне
- Воронка

Синглы
- Last Christmas — совместно с группой Louna (канал НТВ Квартирник у Маргулиса)
- Не те — совместно с рок — группой Модем
- Rock is dead
- Закрой Глаза со Стасом Беляевым
- I’m Not Afraid Again
- Когда я стану взрослой
- Вуди Вуди

### Телевидение
- 7 июня 2003 года участвовала в телеигре «Русская рулетка» вместе с другими участниками мюзикла «Нотр-Дам де Пари».
- В 2003 году приняла участие в шоу «Форт Боярд», где в составе звёзд мюзикла «Нотр Дам де Пари» выиграла 72 210 рублей.
- 25 января 2004 года приняла участие в телеигре «Угадай мелодию» вместе с коллегами Викторией Морозовой и Антоном Макарским.
- 27 ноября 2004 года приняла участие в телеигре «Сто к одному» в команде Бедная Настя и Никитский Хор.
- С июня по август 2013 года участвовала в телепроекте Первого канала «Универсальный артист».
- С марта по июнь 2014 года — участие в телепроекте канала «Россия» «Один в один!».
- В декабре 2014 года появилась в 14 выпуске 15 сезона программы «Битва экстрасенсов» (ТНТ).
- Была судьёй проекта «Убойная лига» на ТНТ.
- В апреле 2022 года — участница ежегодного всероссийского телевизионного конкурса исполнителей песни «Новая звезда» (Звезда).

## Премии

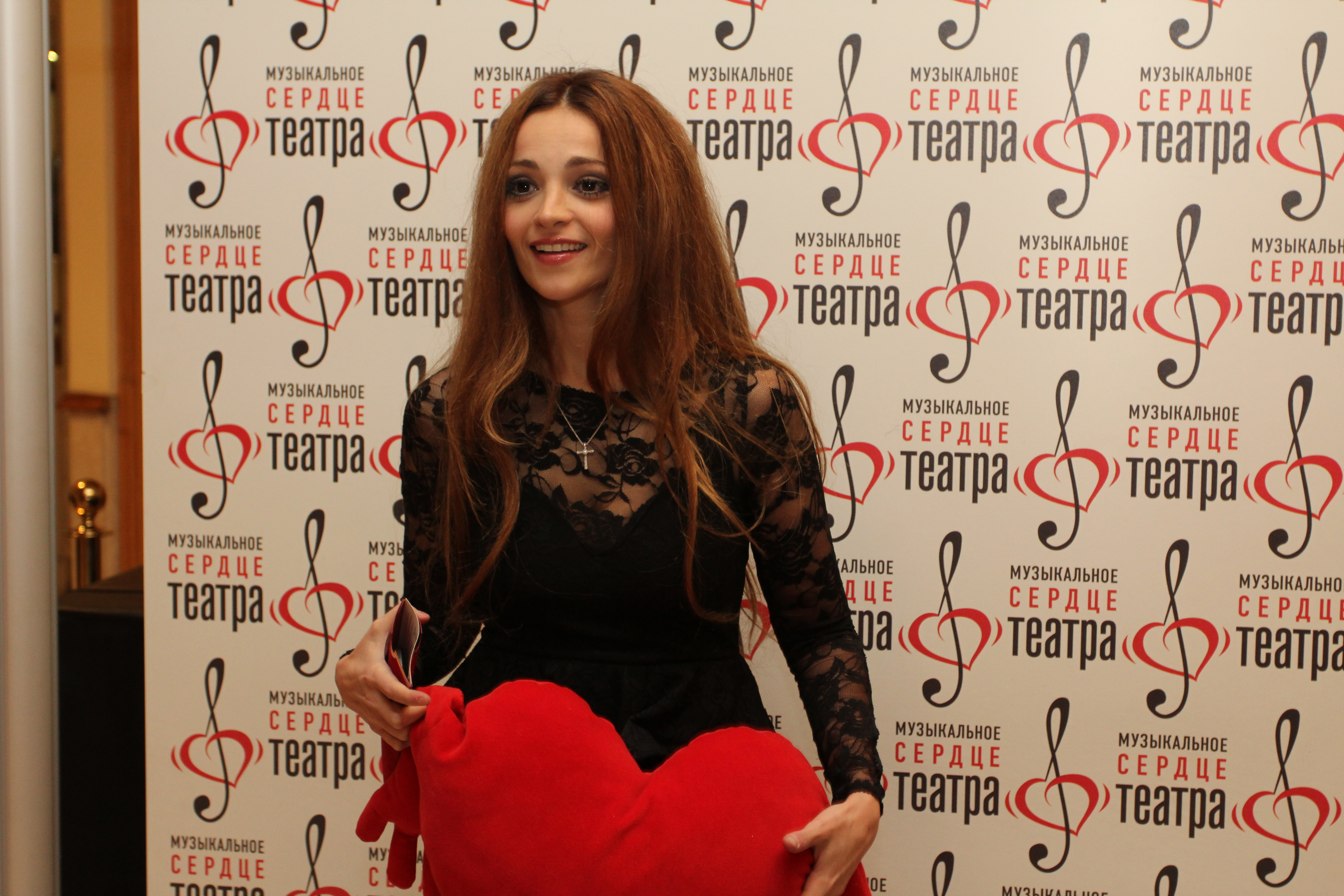
Теона Дольникова на церемонии вручения премии «Музыкальное сердце театра», 2012

- Лауреат «Гран-При» конкурса «Славянский базар» (2001)
- Лауреат театральной премии: «Триумф» (2002)
- Соискание на Государственную Премию
- Лауреат Театральной Премии «Золотая маска» (2003) в номинации «Лучшая женская роль в мюзикле» за роль Эсмеральды в мюзикле «Нотр-Дам де Пари»
- Приз зрительских симпатий газеты «Комсомольская правда» за роль Эсмеральды в мюз. «Нотр-Дам де Пари»
- Лауреат «Гран-При» международного фестиваля молодых исполнителей «Golden Voices» (2010)
- Лауреат Национальной премии «Музыкальное сердце театра» (2012) в номинации «Лучшая исполнительница главной роли» за роль Елизаветы в мюзикле «Граф Орлов»